# Ida Bieler
Ida Bieler (* Ende 1950 in Virginia, USA) ist eine in Deutschland und Österreich wirkende Violinistin und Violinpädagogin.

## Musikalischer Werdegang
Ihre musikalische Ausbildung erhielt sie unter andern von Ruggiero Ricci, Oscar Schumsky an der Juilliard School of Music New York, Max Rostal in Köln und von Nathan Milstein in London. Von 1982 bis 1988 war sie Konzertmeisterin des Gürzenich-Orchesters Köln. Sie war Mitglied des Melos-Quartetts. 2001 gründete sie das Xyrion Trio und 2003 das Heine Quartett. Von 1988 bis 1993 war sie Professorin an der Hochschule für Musik und Darstellende Kunst Frankfurt am Main, seit 1993 ist sie Professorin an der Robert Schumann Hochschule Düsseldorf, wo sie die Meisterklasse für Violine leitet. Außerdem ist sie Gastprofessorin für Violine an der Universität für Musik und darstellende Kunst Graz.

## Auszeichnungen und Preise
Ida Bieler hat zahlreiche Preise und Auszeichnungen erhalten, wie etwa den Echo Klassik Preis und den Cannes Classical Award. Weitere Preise sind der Concert Artists Guild Award (New York), Vittorio Gui-Preis für Kammermusik (Florenz), Internationaler Violinwettbewerb Dr. Luis Sigall in Vina del Mar/Chile (Silbermedaille).

## Repertoire und Plattenaufnahmen
Ihr Repertoire umfasst zurzeit alle Violinwerke von Johann Sebastian Bach, Wolfgang Amadeus Mozart, Anton Reicha, Ludwig van Beethoven, Robert Schumann, Johannes Brahms, Antonín Dvořák, Béla Bartók, Paul Hindemith und Krzysztof Penderecki.
Folgende Platten sind von ihr erschienen (Auswahl):
- Paul Hindemith, Violinsonaten, op. 11,1 und 11,2, mit Kalle Randalu, Klavier, MDG 304 0691-2
- Krzysztof Penderecki, Sämtliche Werke für Violine und Klavier, mit Nina Tichmann, Klavier, Naxos 8.557253
- Anton Reicha, Sinfonia concertante für Flöte, mit Jean-Claude Gérard, Flöte und dem Sinfonieorchester Wuppertal, Dirigent Peter Gülke, MDG 335 0661-2
- Béla Bartók, Violinsonaten Nr. 1 und 2, mit Nina Tichmann, Klavier, MDG 304 0666-2
- Louis Spohr, Nonett op. 31 F-dur, mit dem Ensemble Villa Musica, MDG 633 0849-2